# Chile Bus
ChileBus es una empresa de transporte internacional de pasajeros perteneciante a Elías Cabello quien a través de su taller Transcar actúa como prestador de servicios para Pullman Bus siendo uno de los mayores de esta empresa.
Actualmente opera dos rutas principales a Brasil y Bolivia. 
Santiago - São Paulo - Río de Janeiro
Arica - La Paz
En la ruta a Brasil compite con Buses Pluma en recorrido que dura tres días aproximadamente.
Esto lo hace con dos buses Marcopolo Paradiso 1550 LD (Piso y medio), los que son apoyados en temporada de verano por cuatro máquinas pintadas con los colores de Pullman Bus, modelos Marcopolo Viaggio 1050 G6 (44 asientos), que habitualmente hacen viajes de Santiago a la costa.
Hace un tiempo operaban en su ruta internacional buses Comil Gallegiante, los que fueron reubicados en las rutas del litoral central de Pullman Bus.
También operó con máquinas doble piso Alemanas Neoplan, Zhong thong navegator doble piso 
tda. 
Como la mayoría de las empresas de buses internacionales en Santiago, sus salidas las realiza desde el Terminal de Buses Estación Central, más conocido como Terminal Sur.
- Datos: Q5766303